# Aley
Aley (in arabo عاليه‎?, Alayh) è una città del Libano, di circa 45 000 abitanti, capoluogo del distretto di Aley. Si trova in una zona collinare a circa 17 km a sud-est da Beirut.

## Amministrazione

### Gemellaggi
- Caserta